# Chylismia heterochroma
Chylismia heterochroma är en dunörtsväxtart som beskrevs av John Kunkel Small. Chylismia heterochroma ingår i släktet Chylismia och familjen dunörtsväxter. Inga underarter finns listade i Catalogue of Life.